# Ludwigia peploides
Ludwigia peploides (onagraria, enramada de las tarariras) es una especie de planta acuática perteneciente a la familia de las onagráceas.

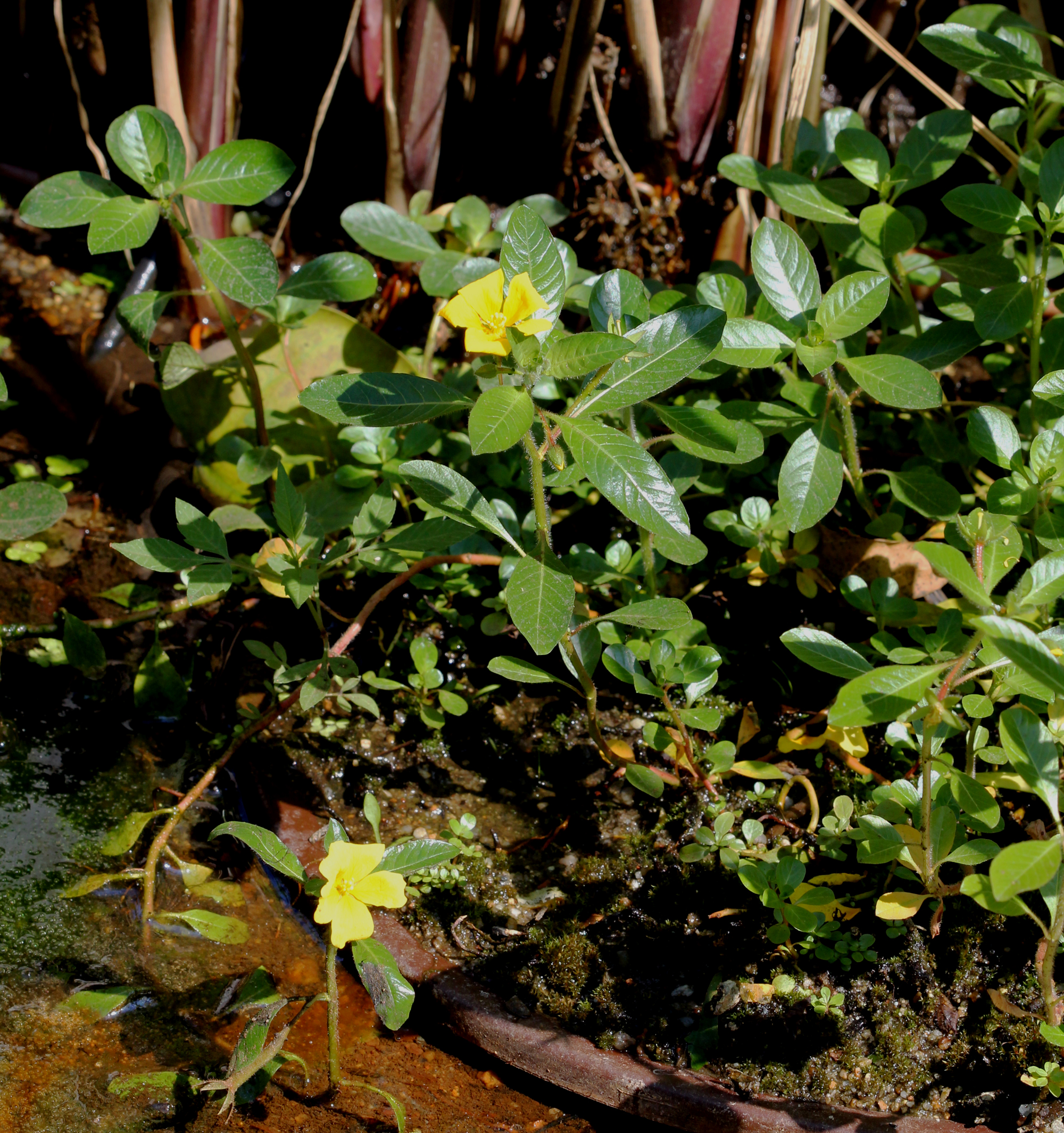
Vista de la planta

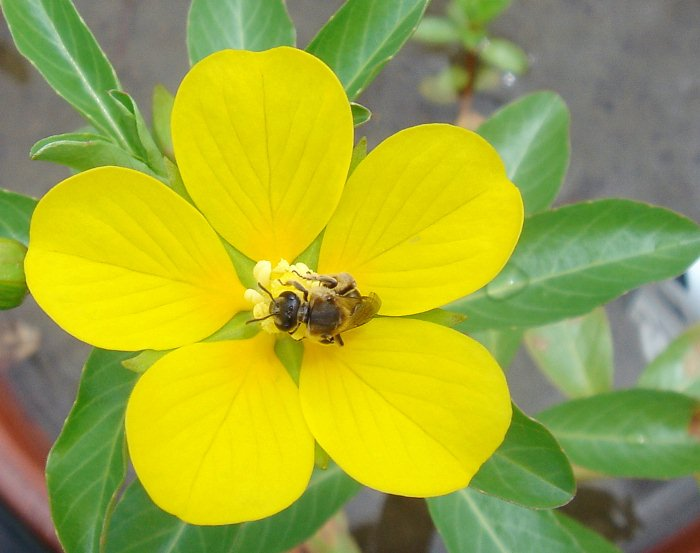
Flor

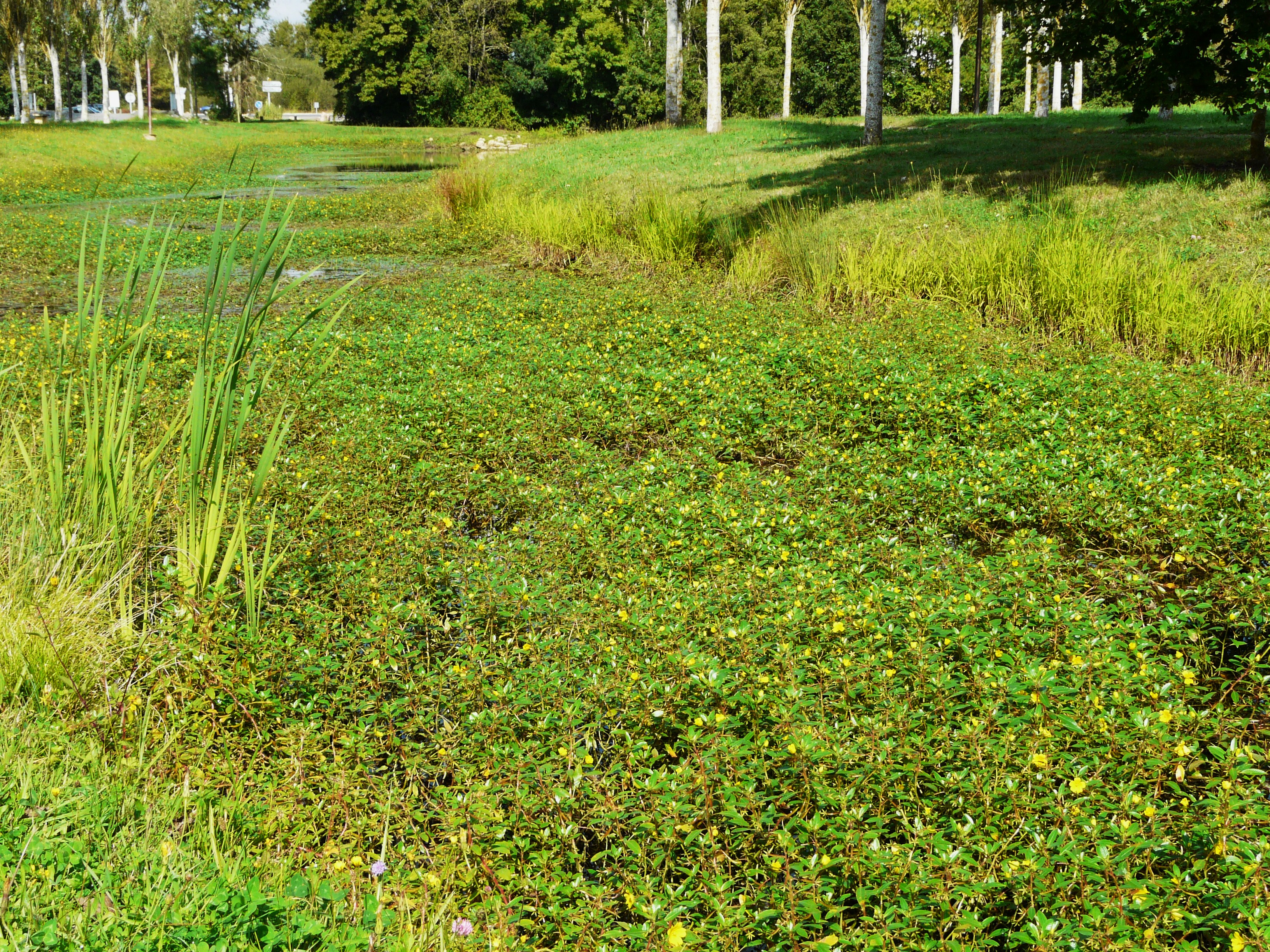
En su hábitat

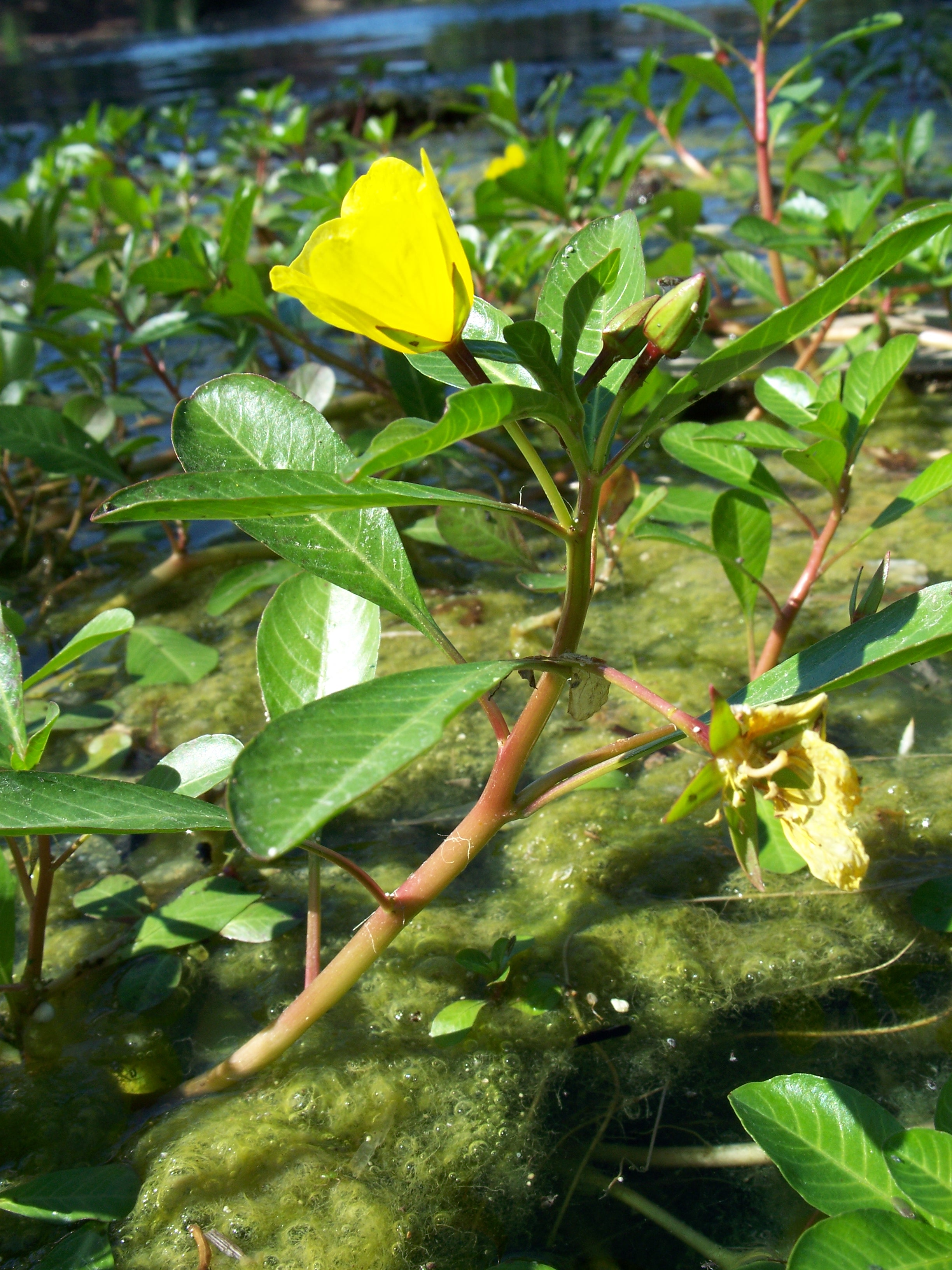
Vista de la planta

## Descripción
Planta acuática, perenne, de tallos débiles, alcanza de 30 a 80 cm de altura, estolonífera: sobre los estolones hay dos clases de raíces: neumatóforos y otras raíces adventicias, con geotropismo positivo; los neumatóforos tienen superficie rugosa, estela muy pequeña, y córtex formado por un aerénquima constituido por células largas en capas concéntricas. Hojas flotantes a sumergidas, alternas, redondeadas, glabras y las aéreas pilosas, lanceoladas, elípticas, de 2-7 cm de largo, brevemente pecioladas. Flores solitarias, hermafroditas, axilares, corola larga 2-3 mm, 5-pétalos, amarillos, muy vistosas, cáliz tubular, 10-estambres . Florece casi todo el año, es una especie entomófila. Fruto cápsula alargado, glabro, de 2 cm de largo.

## Ecología
- En terrenos anegadizos, acequias, estanques, vegas[cita requerida]

## Distribución
Tiene una distribución cosmopolita, pero principalmente tropical. Aparece en América del Norte: EE. UU., México; Centroamérica: Costa Rica, El Salvador, Guatemala, Honduras, Nicaragua, Panamá, Cuba, República Dominicana, Haití, Jamaica, Puerto Rico; al sur de Sudamérica: Venezuela, Brasil, Bolivia, Colombia, Ecuador, Perú, Argentina, Chile, Paraguay, Uruguay.

## Nombres comunes
- Flor de laguna, enramada de las tararias, onagraria, duraznillo de agua

## Taxonomía
Ludwigia peploides fue descrita por (Humb., Bonpl. & Kunth) P.H.Raven y publicado en Reinwardtia 6(4): 393. 1963.
Variedades aceptadas
- Ludwigia peploides var. glabrescens (Kuntze) Shinners
- Ludwigia peploides subsp. montevidensis (Spreng.) P.H.Raven
- Ludwigia peploides subsp. stipulacea (Ohwi) P.H. Raven

Sinonimia
- Jussiaea californica (S. Watson) Jeps.
- Jussiaea diffusa var. californica Greene ex Jepson
- Jussiaea fluitans G. Don
- Jussiaea gomezii Ram.Goyena
- Jussiaea patibilcensis Kunth
- Jussiaea peploides Kunth
- Jussiaea polygonoides Kunth
- Jussiaea ramulosa DC.
- Jussiaea repens var. californica S. Watson
- Jussiaea repens var. minor Micheli
- Jussiaea repens var. peploides (Kunth) Griseb.
- Jussiaea repens var. ramulosa (DC.) Griseb.
- Jussiaea repens var. ramulosa (DC.) Hassl.
- Ludwigia adscendens var. peploides (Kunth) H. Hara
- Ludwigia clavellina var. peploides (Kunth) M. Gómez
- Ludwigia diffusa var. californica (S. Watson) Greene
- Ludwigia peploides subsp. peploides
- Ludwigia ramulosa (DC.) M. Gómez[4]

## Especie invasora en España
Debido a su potencial colonizador y constituir una amenaza grave para las especies autóctonas, los hábitats o los ecosistemas, esta especie ha sido incluida en el Catálogo Español de Especies exóticas Invasoras, aprobado por Real Decreto 630/2013, de 2 de agosto.